# Pimelimyia russata
Pimelimyia russata là một loài ruồi trong họ Tachinidae.